# MS-CHAP
MS-CHAP ist die Microsoft-Version des Challenge-Handshake Authentication Protocol (CHAP). 

## Versionen
Das Protokoll existiert in zwei Versionen: MS-CHAPv1 (definiert in RFC 2433) und MS-CHAPv2 (definiert in RFC 2759). MS-CHAPv2 wurde mit pptp3-fix eingeführt, das in Windows NT 4.0 SP4 enthalten war und zu Windows 98 im "Windows 98 Dial-Up Networking Security Upgrade Release" und zu Windows 95 im "Dial Up Networking 1.3 Performance & Security Update for MS Windows 95" Upgrade hinzugefügt wurde. Mit Windows Vista stellte Microsoft die Unterstützung für MS-CHAPv1 ein.

## Anwendungen
MS-CHAP wird als eine Authentifizierungsoption in Microsofts Implementierung des PPTP-Protokolls für virtuelle private Netzwerke (VPNs). Es wird auch als Authentifizierungsoption mit RADIUS-Servern die mit IEEE 802.1X eingesetzt werden (z. B. WiFi-Sicherheit mit dem WPA-Enterprise-Protokoll). Des Weiteren wird es als die Hauptauthentifizierungsoption des Protected Extensible Authentication Protocol (PEAP) verwendet.

## Features
Im Vergleich zu CHAP funktioniert MS-CHAP folgendermaßen: es arbeitet durch Aushandlung des CHAP-Algorithmus 0x80 (0x81 für MS-CHAPv2) in der LCP-Option 3, Authentifizierungsprotokoll. Es bietet einen vom Authentifikator kontrollierten Passwort-Änderungsmechanismus. Es bietet einen vom Authentifikator kontrollierten Authentifizierungs-Wiederholungsmechanismus und definiert Fehlercodes, die im Nachrichtenfeld des Failure-Pakets zurückgegeben werden. 
MS-CHAPv2 ermöglicht die gegenseitige Authentifizierung zwischen Peers, indem es eine Peer-Anforderung an das Antwortpaket und eine Authentifizierungsantwort an das "success packet" anhängt.
MS-CHAP erfordert, dass jeder Peer entweder das Klartext-Passwort oder einen MD4-Hash des Passworts kennt, und überträgt das Passwort nicht über die Verbindung. Daher ist es mit den meisten Passwortspeicherformaten nicht kompatibel.

## Sicherheitsprobleme
Die Authentifizierung mit MS-CHAPv2 gilt bereits seit längerer Zeit als geknackt, wird aber in bestimmten Szenarien mit Windows-Computern immer noch eingesetzt. Microsoft weist darauf hin, dass Organisationen, die MS-CHAP v2 ohne Kapselung in Verbindung mit PPTP-Tunneln verwenden, eine potenziell unsichere Konfiguration nutzen.
Im Juli 2012 gab der Online-Dienst CloudCracker bekannt, VPN- und WLAN-Verbindungen, die auf MS-CHAPv2 basieren, innerhalb von 24 Stunden knacken zu können. Der Brute-Force-Angriff gelingt dabei über Parallelisierung und speziell abgestimmte Hardware. Ein Durchbruch von Moxie Marlinspike reduzierte die Sicherheit von MS-CHAPv2 auf eine einzige DES-Verschlüsselung (2^56) unabhängig von der Passwortlänge.
Das Grundproblem liegt darin, dass MS-CHAP v2 auf eine vermischte Kombination dreier DES-Operationen setzt. Diese lässt sich durch Durchprobieren aller 2^56 möglichen DES-Schlüssel verlässlich knacken – ganz egal wie kompliziert das verwendete Passwort ist.
Nach Windows 11 22H2 können sich Benutzer mit der standardmäßigen Aktivierung von "Windows Defender Credential Guard" nicht mehr mit MSCHAPv2 authentifizieren. Die Entwickler empfehlen einen Wechsel von MSCHAPv2-basierten Verbindungen zu zertifikatbasierter Authentifizierung (wie PEAP-TLS oder EAP-TLS).